# Орион (рок група)
Вижте пояснителната страница за други значения на Орион.
Орион е рок-група от т.нар. второ поколение български рок групи, доминираща на арт-рок сцената в страната през 80-те години на ХХ в.

## История
Група Орион е създадена в София, кв. „Надежда“, през 1978 г. от ентусиазирани ученици на местната гимназия. Лидер е Светослав Стефанов Димитров - Свен (соло-китара и вокал). В състава влизат и Валери Кьосовски (ритъм китара и вокал), Силви Гаврилов (keyboards), Александър Панев (bass) и Борислав Йочев (ударни и перкусия). Групата репетира в читалище „Лилия Карастоянова“ с худ. ръководител Огнян Ангелов - Годо. В репертоара влизат кавъри на Scorpions, Eagles и Judas Priest. Участват с голям успех в рок маратони, шоу програми, съпорт на „Импулс“ и балове. През 1979 г. напуска Силви, а на негово място идва Адриан Иванов (keyboards). Неговото идване дава начало на авторски репертоар в стил арт-рок, с който групата е известна и до днес. Орион успешно експериментират и изнасят концерти до 1981 г., когато наборът влиза в армията.
От 1981-1984, макар и без титулярите, групата продължава да твори, като участие взимат Васил Петров (vocal), Иван Латинов (drums), Светльо the Judas (vocal), Огнян Кьосовски (drums & voc), Александър Панев (bass). При нелеп инцидент Свен загива в армията.
През 1985 г. групата се събира в състав Валери Кьосовски (guitars & vocal), Адриан Иванов (keyboards & vocal), Ивайло Петров – Иваца (bass & vocal), Борислав Йочев (впоследствие заменен от Огнян Кьосовски (drums & voc)). Следва най-плодотворният период, през който групата работи с „Концертна дирекция“, издава LP съвместно със „Субдибула“ & Balkanton (продуцент Ивайло Крайчовски), избрана е за support на ФСБ, участва в първото издание на рок версията на „Златният Орфей“, взима участие във фестивала Сан Ремо и тур в Хамбург – Шлезвиг-Холщайн съвместно с Милена Славова.
През 1990 г. в Германия Орион се разпада, след като Валери и Боби взимат решение да емигрират.

## Впоследствие
- Васил Петров (vocal) успешна соло кариера
- Годо RIP
- Валери Кьосовски (guitars & vocal) & Борислав Йочев (drums) създават Kultur Shock;
- Адриан Иванов (keyboards & vocals) участва в Ера и Ер малък;
- Иван Латинов (drums) участва в Ера, RIP;
- Ивайло Петров – Иваца (bass & vocal) участва в Ер малък, Magnetic;
- Светльо the Judas (vocal) – Тангра;
- Огнян Кьосовски (drums & voc) и Тони Тенев (guitar & vocal) участват в Контрол.
- Борислав Йочев (drums) участва UDI band (Oslo, Norway)

## Творчество
- 1. „Реален свят“ - не съществува запис
- 2. „Изгрев“ bootleg
- 3. „Време“ bootleg
- 4. „Приказка“ LP & bootleg
- 5. „Конкурент“ bootleg
- 6. „Съзвездия“ - не съществува запис
- 7. „Дяволът си ти самият“ bootleg
- 8. „На Свен“ bootleg
- 9. „Когато бягаш“ bootleg
- 10. „Язовец“ LP
- 11. „Войни на дъгата“ LP
- 12. „Новини“ LP
- 13. „Признание“ LP
- 14. „Мираж“ - не съществува запис
- 15. „Стой далеч от мен“ bootleg
- 16. „Вечерта“ dat CD Unison
- 17. „Съмнение“ bootleg

Съвместно с Милена Славова:
- 1. „Нищото“ MC „Ха-ха“
- 2. „Отгоре“ MC „Ха-ха“
- 3. „Не'ам нерви“ MC „Ха-ха“
- 4. „Искам“ MC „Ха-ха“

## Технически екип и съпорт
- Васил Монев
- Стефан Грънчаров
- Румен Войнов
- Емил Стоилов